# Казини, Пьер Фердинандо
Пьер Фердинандо Казини (итал. Pier Ferdinando Casini; Болонья, 3 декабря 1955) — итальянский политик. Председатель нижней палаты итальянского парламента Палаты депутатов в 2001—2006 годах. Председатель сенатской комиссии по иностранным делам, почётный президент Межпарламентского союза, президент Центристского демократического интернационала, лидер Союза Центра.

## Биография

### Ранние годы
Первенец в семье преподавателя литературы, руководителя местной организации Христианско-демократической партии (ХДП) Томмазо Казини и библиотекаря Миреллы Ваи, имеет двух сестёр и брата. Начал образование в лицее имени Гальвани в Болонье, затем поступил в том же городе на юридический факультет и в 1979 году окончил его, в то же время состоял в национальном руководстве молодёжной организации Христианско-демократической партии.

### Христианско-демократическая партия
в 1980 году стал в Болонье членом коммунального совета от ХДП. В 1983 году впервые был избран в Палату депутатов от той же партии, получив 34 000 голосов. Получил политический опыт под влиянием лидера христианско-демократической фракции в Сенате Антонио Бизалья, а после смерти Бизалья в 1984 году вошёл в число наиболее близких сподвижников Арнальдо Форлани. В 1989 году Форлани, занимавший должность председателя партии, способствовал вхождению Казини в национальное руководство ХДП. В 1993 году Казини был среди основателей Христианско-демократического центра.

### Политический союз с Берлускони
В 2001 году, после победы Берлускони на парламентских выборах, Казини был избран председателем Палаты депутатов. Вплоть до 2006 года его Союз христианских демократов и центра считался одним из наиболее значительных участников Дома свобод, а самого Казини называли в числе возможных преемников Берлускони на посту лидера коалиции.

### Работа в Палате депутатов

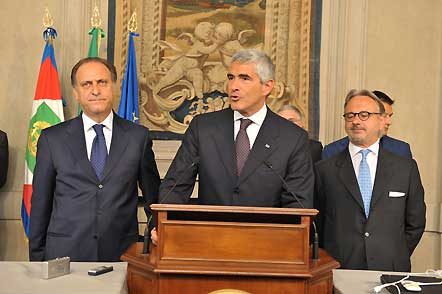
Казини выступает 7 мая 2008 года по окончании консультаций с президентом Республики на предмет формирования правительства (слева — Лоренцо Чеза, справа — Микеле Вьетти)

Являлся депутатом нижней палаты парламента нескольких созывов подряд, с IX-го по XVI-й.
- IX-й созыв (12 июля 1983 — 1 июля 1987), член фракции Христианско-демократической партии[3]:
  - Член Комиссии по конституционным делам с 12 июля 1983 по 27 января 1984
  - Член Бюджетной комиссии с 27 января 1984 по 1 июля 1987
- X-й созыв (2 июля 1987 — 22 апреля 1992), член фракции Христианско-демократической партии[4]:
  - Член Юридической комиссии с 22 октября 1991 по 22 апреля 1992
  - Член Транспортной комиссии с 4 августа 1987 по 10 марта 1988
  - Член Комиссии по делам предпринимательства с 4 августа 1987 по 22 октября 1991
  - Член Парламентской комиссии по общему направлению и надзору за службами телерадиовещания (COMMISSIONE PARLAMENTARE PER L’INDIRIZZO GENERALE E LA VIGILANZA DEI SERVIZI RADIOTELEVISIVI) с 31 мая 1988 по 22 апреля 1992
  - Член Парламентской комиссии по расследованию терроризма в Италии и причин недостаточного выявления виновных в злодеяниях (COMMISSIONE PARLAMENTARE D’INCHIESTA SUL TERRORISMO IN ITALIA E SULLE CAUSE DELLA MANCATA INDIVIDUAZIONE DEI RESPONSABILI DELLE STRAGI) с 13 июля 1988 по 22 апреля 1992
- XI-й созыв (23 апреля 1992 — 14 апреля 1994), член фракции Христианско-демократической партии с 30 апреля 1992 по 19 января 1994, и фракции Христианско-демократического центра[итал.] с 19 января 1994 по 14 апреля 1994[5]:
  - Член III-й комиссии (по иностранным делам) с 9 июня 1992 по 28 июня 1992
  - Член IV-й комиссии (по обороне) с 9 июня 1992 по 14 апреля 1994
  - Член Парламентской комиссии по расследованию терроризма в Италии и причин недостаточного выявления виновных в злодеяниях (COMMISSIONE PARLAMENTARE D’INCHIESTA SUL TERRORISMO IN ITALIA E SULLE CAUSE DELLA MANCATA INDIVIDUAZIONE DEI RESPONSABILI DELLE STRAGI) с 8 июня 1993 по 14 апреля 1994
  - Член Парламентской комиссии по общему направлению и надзору за службами телерадиовещания (COMMISSIONE PARLAMENTARE PER L’INDIRIZZO GENERALE E LA VIGILANZA DEI SERVIZI RADIOTELEVISIVI) с 13 октября 1992 по 14 апреля 1994
- XII-й созыв (15 апреля 1994 — 8 мая 1996), член фракции Христианско-демократического центра[итал.][6]:
  - Член III-й комиссии (по иностранным делам) с 25 мая 1994 по 3 февраля 1995
  - Член IV-й комиссии (по обороне) с 3 марта 1995 по 8 мая 1996
  - Член IX-й комиссии (транспортной) с 3 февраля 1995 по 3 марта 1995
- XIII-й созыв (1 мая 1996 — 29 мая 2001), член Смешанной фракции[7]:
  - Член постоянной III-й комиссии (по иностранным делам) с 28 июля 1998
  - Член Парламентской комиссии по конституционной реформе с 4 февраля 1997
- XIV-й созыв (30 мая 2001 — 27 апреля 2006), член Смешанной фракции c 4 июня 2001 по 17 ноября 2005 и фракции Союза христианских демократов и центра с 17 ноября 2005 по 27 апреля 2006[8]:
  - Председатель Палаты депутатов (PRESIDENTE della CAMERA DEI DEPUTATI) с 31 мая 2001 по 27 апреля 2006
  - Председатель Собрания по регламенту (PRESIDENTE della GIUNTA PER IL REGOLAMENTO) с 13 июня 2001 по 27 апреля 2006
  - Председатель Юридической секции аппарата Председателя (PRESIDENTE della SEZIONE GIURISDIZIONALE DELL’UFFICIO DI PRESIDENZA) с 27 июля 2001 по 27 апреля 2006
  - Председатель Комитета парламентской дипломатии (PRESIDENTE del COMITATO PER LA DIPLOMAZIA PARLAMENTARE) с 16 ноября 2001 по 27 апреля 2006
  - Председатель Комитета по охране художественного и архитектурного наследия (PRESIDENTE del COMITATO PER LA TUTELA DEL PATRIMONIO ARTISTICO E ARCHITETTONICO) с 11 декабря 2001 по 27 апреля 2006
  - Председатель Комитета по оценке научных и технологических достижений (PRESIDENTE del COMITATO PER LA VALUTAZIONE DELLE SCELTE SCIENTIFICHE E TECNOLOGICHE) с 11 декабря 2001 по 27 апреля 2006
  - Председатель Комитета по организации Музея народного представительства (PRESIDENTE del COMITATO PER LA REALIZZAZIONE DI UN MUSEO DELLA RAPPRESENTANZA NAZIONALE) с 11 февраля 2002 по 27 апреля 2006
- XV-й созыв (21 апреля 2006 — 28 апреля 2008), член фракции Союза христианских демократов и центра[9]:
  - Член III-й комиссии (по иностранным делам и отношениям с Евросоюзом) с 6 июня 2006 по 28 апреля 2008
- XVI-й созыв (22 апреля 2008 — 14 марта 2013), член фракции «Союз Центра за Третий полюс» (UNIONE DI CENTRO PER IL TERZO POLO) с 5 мая 2008 по 14 марта 2013[10]:
  - Член XIV-й комиссии (по политике Европейского союза) с 18 ноября 2011 по 14 марта 2013
  - Член I-й комиссии (по конституционным делам, Совету министров и внутренним делам) с 10 ноября 2011 по 18 ноября 2011
  - Член II-й комиссии (юридической) с 9 сентября 2010 по 9 ноября 2011
  - Член III-й комиссии (по иностранным делам и отношениям с Евросоюзом)с 13 мая 2008 по 9 сентября 2010
  - Член Конференции глав фракций (CONFERENZA DEI CAPIGRUPPO) с 5 мая 2008 по 26 апреля 2012

### Разрыв с Берлускони и учреждение Союза Центра
При подготовке к парламентским выборам 2008 года Казини отказался войти в новую партию Берлускони Народ свободы, основав Союз Центра вместе с «Белой розой» Савино Пеццотта и оставшись после выборов в оппозиции. На местных выборах 2009 года Союз Центра в разных случаях блокировался то с Народом свободы, то с левоцентристской Демократической партией.

### Работа в Сенате
24 февраля 2013 года избран в Сенат Республики XVII-го созыва от региона Кампания, с 7 мая 2013 года возглавляет 3-ю Постоянную комиссию (иностранные дела и эмиграция) — 3ª Commissione permanente (Affari esteri, emigrazione). Изначально входил в единую фракцию партии «Гражданский выбор» и её союзников, которая с 27 ноября 2013 года называется «За Италию». 9 декабря 2013 года члены «Гражданского выбора» из фракции вышли, и с тех пор Казини не имеет политических связей с этой партией, с 16 декабря 2014 года состоит во фракции Area Popolari (НПЦ-СЦ). В феврале 2018 года переизбран в сенат.

### Разрыв с Союзом Центра
1 июля 2016 года Казини объявил о выходе из Союза Центра ввиду его отказа от поддержки правительства Ренци в вопросе конституционного референдума и занялся организацией новой партии — «Центристы за Италию» (Centristi per l’Italia).
11 февраля 2017 года Казини по итогам учредительной ассамблеи нового движения «Центристы за Европу» возглавил его.
В декабре 2017 года «Центристы за Европу» вошли в народный гражданский список (Civica Popolare), присоединившийся к левоцентристской коалиции, основу которой составила Демократическая партия, а на очередных парламентских выборах 4 марта 2018 года его поддержали только 0,5 % избирателей, и Civica Popolare остался без мест в обеих платах парламента.

## Награды
- Большой крест I степени — с золотой звездой Почётного знака «За заслуги перед Австрийской Республикой»
- Орден «Стара-планина» I степени — 17 января 2006 [17]
- Большой крест Ордена Великого князя Литовского Гядиминаса — 2002
- Почётный кавалер Национального ордена за заслуги (Мальта) — 20 января 2004
- Кавалер Большого креста Ордена Заслуг (Норвегия) — 2001
- Большой крест Ордена Заслуг перед Республикой Польша — 2002
- Большой Крест Ордена Инфанта дона Энрики, Португалия — 31 января 2005
- Кавалер Большого Креста Ордена Пия IX (Святой Престол)
- Кавалер Большого креста Ордена Изабеллы Католической (Испания)
- Великий офицер ордена Трёх звёзд (Латвия) — 21 июня 2005[18]
- Медаль Восточной Республики Уругвай (9 октября 2003 года, Уругвай)[19]
- Медаль Признательности[арм.] (21 июля 2023 года, Армения) — за значительный вклад в укрепление и развитие дружественных отношений между Арменией и Италией, в защиту Армении[20]

## Личная жизнь
В 1982 году женился на Роберте Любич, бывшей жене Франческо Сегафредо (в 1998 году Трибунал Священной Римской Роты аннулировал брак папской буллой); имеет от первой жены двух дочерей — Марию Каролину и Бенедетту. После развода сблизился с Адзуррой Кальтаджироне, дочерью известного римского предпринимателя и издателя Франческо Гаэтано Кальтаджироне, которая в 2004 году родила дочь Катерину и 27 октября 2007 года женился на Адзурре без обряда венчания.
В апреле 2008 года у супругов родился сын Франческо.
В начале декабря 2015 года Казини и Адзурра Кальтаджироне объявили о принятом ими по обоюдному согласию решении разойтись.
В связи с избранием в Сенат, 7 июня 2013 года Казини подал декларацию об имущественном положении, согласно которой он является совладельцем шести домов в Болонье (в пяти случаях — собственник 1/6 строения, а также обладатель 1/12 шестого здания). Кроме того, он имеет долю 6,23/1000 кондоминиума в том же городе и 400 акций ООО «Кооперативный сберегательный банк Альто Рено» (Banca CR Coop. Alto Reno SCRL) в Лиццано-ин-Бельведере.